# Synergistic Software
Synergistic Software a fost un dezvoltator de jocuri video cu sediul în Seattle. Fondată în 1978, compania a publicat unele dintre cele mai vechi jocuri și aplicații disponibile pentru familia de computere Apple II. A continuat să dezvolte jocuri pentru diverse platforme până la sfârșitul anilor 1990.

## Istorie
Synergistic a fost fondată în 1978 de Robert Clardy și Ann Dickens Clardy. Ei au dezvoltat jocul Dungeon Campaign / Wilderness Campaign inspirat de Dungeons & Dragons, care a fost ulterior extins și reambalat ca Odyssey: The Compleat Aventure.
Synergistic a publicat, de asemenea, o serie de aplicații de afaceri, inclusiv un procesor de text și un program simplu de baze de date, numit The Modifiable Database.
Synergistic a fost achiziționat de Sierra On-Line în 1996. Și-au păstrat identitatea ca grup independent de dezvoltare în cadrul Sierra până când studioul a fost închis la 22 februarie 1999.

## Software
Seria Campanie-Aventură
1. Dungeon Campaign (1978)
2. Wilderness Campaign (1979)
3. Odyssey: The Compleat Apventure⁠(d) (1980)
4. Apventure to Atlantis⁠(d) (1982)

Seria World Builders
1. War in Middle Earth⁠(d) (1988)
2. Spirit of Excalibur⁠(d) (1990)
3. Vengeance of Excalibur⁠(d) (1991)
4. Conan: The Cimmerian⁠(d) (1991)
5. Warriors of Legend (1993)

#### Alte aplicații
- Higher Text II (1980)
- Data Reporter (1981)

Alte jocuri
- Escape from Arcturus⁠(d) (1981)
- Bolo (1982)
- Crisis Mountain⁠(d) (1982)
- Probe One: The Transmitter (1982)
- Microbe (1983)
- The Fool's Errand⁠(d) (1986), portare MS-DOS
- Pitstop II⁠(d) (1984), portare Atari 8-bit
- Thexder⁠(d) (1985), portare MS-DOS port
- Rockford (1988)
- SideWinder (1988)
- Silpheed⁠(d) (1988), portare MS-DOS & Apple IIGS

- The Third Courier (1989)
- Low Blow (1990)
- The Beverly Hillbillies (1993)
- Homey D. Clown (1993)
- Spectre  (1994)
- Triple Play '97 (1996)
- Birthright - The Gorgon's Alliance⁠(d) (1996)
- Diablo: Hellfire (1997)